# Stazione di Luz
La stazione di Luz (portoghese estação da Luz, IPA: [istaˈsɐ̃w̃ da ˈlus]) è una stazione ferroviaria nel quartiere Luz di San Paolo, in Brasile. Lo scalo è parte del sistema ferroviario metropolitano gestito dalla CPTM e nel complesso della stazione si trova anche l'omonima fermata della metropolitana. La struttura dal 2006 è sede del Museo della lingua portoghese.

## Storia
La stazione fu costruita alla fine del XIX secolo con lo scopo di essere la sede della nuova società São Paulo Railway Company. Nei primi decenni del XX secolo fu l'ingresso principale alla città: ciò costituì una grande rilevanza economica, perché la maggior parte del caffè proveniente da Santos veniva consegnato nella stazione, insieme con le merci importate.
L'attuale edificio fu terminato nel 1901. I materiali per la sua costruzione furono importati dal Regno Unito: la stazione infatti fu progettata e prodotta dalla fonderia Walter Macfarlane & Co. di Glasgow. La stazione venne inizialmente assemblata a Glasgow, poi smontata e spedita a San Paolo dove venne rimontata. L'edificio venne progettato dall'architetto inglese Henry Driver.
Nel 1940 la stazione subì un incendio; durante la ricostruzione venne aggiunto un nuovo pavimento all'edificio. Da allora, il trasporto ferroviario in Brasile iniziò a diminuire e lo stesso accadde con il quartiere Luz. Entrambi i fattori hanno portato al degrado della stazione. Tuttavia, nel 1990, la stazione è stata riqualificata.

## Strutture e impianti

### Architettura
La stazione è un edificio storico, risalente al periodo in cui il caffè era una delle principali fonti di reddito per la città. Per decenni, la torre della stazione ha dominato il profilo della città e il suo orologio è stato il riferimento per gli altri orologi a San Paolo.
Al suo apice, nel XX secolo, quando il quartiere Luz era una parte importante della città, la stazione era parte di un blocco architettonico che è stato un importante riferimento all'interno della città. La stazione ha contribuito a costruire l'immagine della città.
Con la costruzione della metropolitana di San Paolo, nel corso del 1970, il monumento a Ramos de Azevedo, un punto di riferimento importante nelle zone vicine, ha cambiato radicalmente l'immagine del paesaggio, garantendo, però, un maggiore senso di monumentalità alla stazione.

## Interscambi
- Fermata metropolitana (Luz, linea 1 e 4)